# Carlo Arnaudi

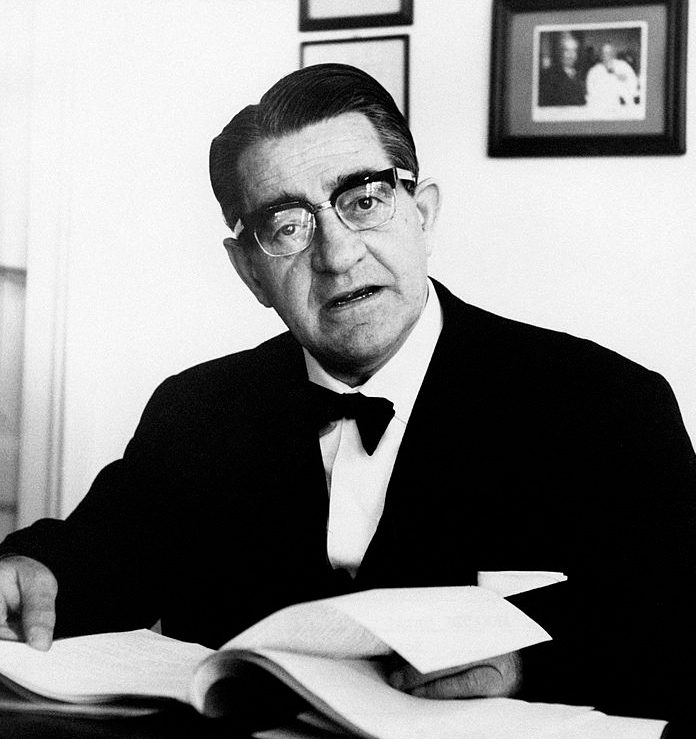
Carlo Arnaudi (1964)

Carlo Arnaudi (* 23. Mai 1899 in Turin; † 23. April 1970 in Mailand) war ein Agrarwissenschaftler, Mikrobiologe, Hochschullehrer und Politiker der Sozialistischen Partei Italiens PSI (Partito Socialista Italiano), der zwischen 1962 und 1968 Mitglied des Senats (Senato della Repubblica) und zudem zwischen 1963 und 1966 Minister ohne Geschäftsbereich für die Koordinierung wissenschaftlicher und technologischer Forschungsinitiativen war.

## Leben

### Studium, Forschungen und Hochschullehrer

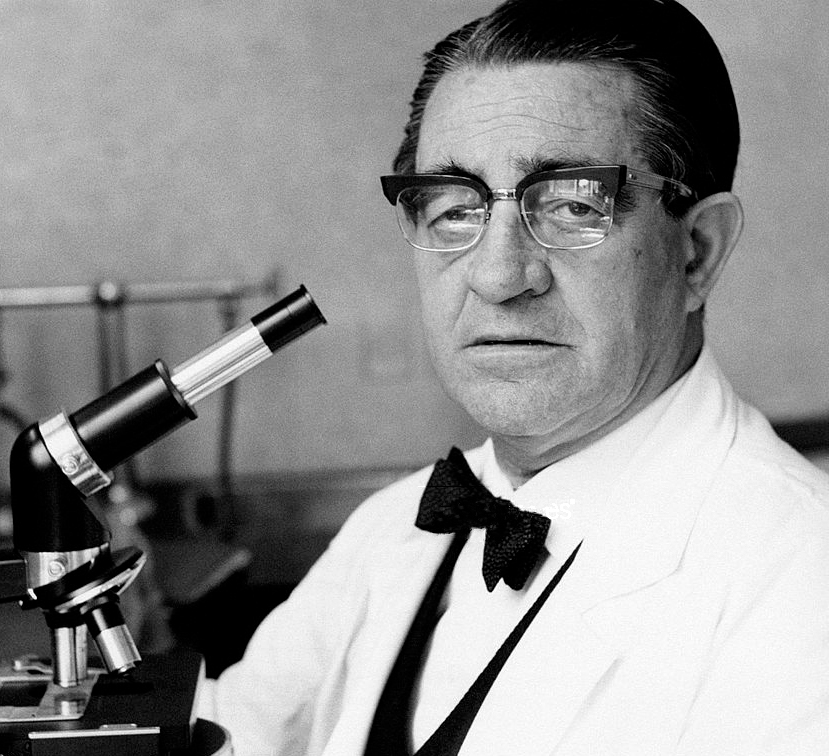
Carlo Arnaudi (1964)

Carlo Arnaudi nahm am Ersten Weltkrieg teil und wurde hierfür dem Kriegsverdienstkreuz (Croce al merito di guerra) ausgezeichnet. Anschließend begann er ein Studium der Agrarwissenschaften an der Landwirtschaftlichen Hochschule Mailand (Scuola superiore di agricoltura di Milano), der heutigen Fakultät für Agrar- und Ernährungswissenschaften der Universität Mailand, und schloss dieses 1923 mit einem Laurea am Lehrstuhl des Botanikers Luigi Montemartini ab. 
Im Anschluss war er Leiter des Labors für fermentologische Forschung des Serotherapie-Instituts (Istituto sieroterapico di Milano). In den folgenden Jahren hat er unter anderem bei einem Studienaufenthalt an der Universität von Paris insbesondere die Existenz erworbener Immunität bei Pflanzen, den mikrobiellen Abbau von Steroiden und die mikrobiologischen Prozesse der Konservierung von Silagefutter, Wurst und anderen Lebensmitteln untersucht. 1927 befasste er sich mit W. Kopaczewsky und M. Rosnowsky mit dem physikalisch-chemischen Aspekt der Phänomene des mikrobiellen Antagonismus und übernahm 1929 zudem eine Stelle am Höheren Landwirtschaftlichen Institut Mailand (Istituto superiore agrario di Milano). Zusammen mit dem Professor für Medizin Serafino Belfanti isolierte er 1932 Lecithase in der Bauchspeicheldrüse. Er übernahm 1939 eine ordentliche Professur für landwirtschaftliche und technische Mikrobiologie an der Universität Mailand. 1940 war er Mitgründer der Fachzeitschrift Annali di microbiologia ed enzimologia, deren Herausgeber er wurde. 
Er fungierte von 1954 bis 1963 als Präsident des Agrarwissenschaftlichen Komitees und Mitglied des Präsidiums des Nationalen Forschungsrates CNR (Consiglio Nazionale delle Ricerche) sowie zwischen 1959 und 1963 auch als Dekan der Fakultät für Agrar- und Ernährungswissenschaften der Universität Mailand.

### Senator und Minister
Nach dem Tode von Mario Grampa am 14. Dezember 1961 wurde Arnaudi am 14. Januar 1962 als dessen Ersatzvertreter für die Sozialistische Partei Italiens PSI (Partito Socialista Italiano) für die Region Lombardei Mitglied des Senats (Senato della Repubblica). Während der dritten Legislaturperiode (1958 bis 1963) war er zwischen dem 2. März 1962 und dem 15. Mai 1963 Mitglied der Ständigen Kommission für Landwirtschaft und Ernährung (8ª Commissione permanente (Agricoltura e Alimentazione)) sowie zugleich vom 21. März 1962 bis zum 15. Mai 1963 Mitglied der Parlamentarischen Kommission zur Stellungnahme zum Erlass von Verordnungen zur Reform der landwirtschaftlichen Versuchsordnung (Commissione parlamentare per il parere sulla emanazione di norme relative alla riforma degli ordinamenti della sperimentazione agraria).
Arnaudi wurde bei den Wahlen am 28. April 1963 für die PSI in der Region Lombardei erneut zum Senator gewählt und war in der vierten Legislaturperiode (1963 bis 1968) zwischen dem 3. Juli 1963 und dem 29. September 1964 Mitglied der Ständigen Kommission für Landwirtschaft und Forsten (8ª Commissione permanente (Agricoltura e Foreste)). Am 4. Dezember 1963 übernahm er im Kabinett Moro I das Amt als Minister ohne Geschäftsbereich für die Koordinierung wissenschaftlicher und technologischer Forschungsinitiativen (Ministro senza portafoglio per il coordinamento delle iniziative per la ricerca scientifica e tecnologica) und bekleidete diesen Ministerposten vom 22. Juli 1964 bis zum 22. Februar 1966 auch im Kabinett Moro II. Er war ferner zwischen dem 29. September 1964 und dem 21. März 1966 Mitglied der Ständigen Kommission für öffentliche Arbeiten, Verkehr, Post und Telekommunikation und Handelsmarine (7ª Commissione permanente (Lavori pubblici, Trasporti, Poste e Telecomunicazioni e Marina Mercantile)), vom 22. März bis 11. Dezember 1966 Mitglied der Ständigen Kommission für Verteidigung (4ª Commissione permanente (Difesa)) sowie zuletzt zwischen dem 12. Dezember 1966 und dem 4. Juni 1968 Mitglied der Ständigen Kommission für öffentlichen Unterricht und schöne Künste (6ª Commissione permanente (Istruzione pubblica e belle arti)). Am 11. November 1966 schloss er sich der neugebildeten gemeinsamen Fraktion von PSI und Sozialistisch-Demokratischer Partei Italiens PSDI (Partito Socialista Democratico Italiano) an. Am 4. Juni 1968 schied er mit Ablauf der Legislaturperiode aus dem Senat aus.
Carlo Arnaudi wurde 1967 Mitglied der Nationalen Akademie für Wissenschaften (Accademia Nazionale delle Scienze) sowie 1969 Mitglied der Accademia Nazionale dei Lincei.

## Veröffentlichungen
Carlo Arnaudi veröffentlichte über seine Forschungen zahlreiche Artikel in internationalen Fachzeitschriften sowie mehreren Fachbüchern. Zu seinen Veröffentlichungen gehören:
- L’immunità nei vegetali, 1930
- Elementi di microbiologia generale ed applicata alle fermentazioni, 1941, 2. Auflage 1945, 3. Auflage 1948
- Teoria e pratica dell’insilamento dei foraggi, 1946
- Notizie sull'attività didattica dell’istituto di microbiologia generale agraria e tecnica dell’università degli studi di Milano 1934–1960, Mailand 1961
- Le ricerche scientifiche effettuate negli anni 1961–1963 e programmate per gli anni 1964–1967 dalle imprese e gruppi di ricerca afferenti al Comitato nazionale per l’agricoltura del Consiglio nazionale delle ricerche, Rom 1964
- Galileo tradito?, Rom 1967, 2. 1969
- Scienza e società, Rom 1968

in deutscher Sprache
- Über die Penicillien des Gorgonzola-Käses, in: Zentralblatt für Bakteriologie, LXXIII (1928), S. 321–331
- Über die Wirkung einiger Phosphatasen bei Milchsäure und Alkiholgärungen und über deren Beziehungen zur Cozymase, in: Biochemische Zeitschrift, CCL (1932), Mitautor M. Francioli, S. 125–134
- Über die Technik der Künstlichen Immunisierum von Pflanzen, in: Phytopathische Zeitschrift, VI (1933), S. 525–530

## Hintergrundliteratur
- Carlo Cappelletti: Carlo Arnaudi, Rom 1972